# 华山小橘
华山小橘（学名：Glycosmis pseudoracemosa）为芸香科山小橘属下的一个种。

## 扩展阅读
- 維基物種上的相關：华山小橘